# Херман I фон Малсен
Херман I фон Малсен (на немски: Hermann von Malsen, Heer van Cuyk; † 1065/ ок. 1080/ сл. 1096) от фамилията „Дом Куик“ е граф на Малсен в Гелдерланд и господар на Куик в Северен Брабант.

## Биография
Той е син на Унрок граф в Кемпенгау († сл. 1073) и съпругата му де Исла, дъщеря на Херман, граф в Исла и Лаке. Внук е на Фретехард, граф в Тайстербант († сл. 996) и правнук на Дитрих фон Дренте († 984).
Херман води война с граф Флоренс I Холандски, в която е убит.

## Фамилия
Херман I фон Малсен се жени ок. 1070 г. за Ида Булонска, дъщеря на граф Йосташ II дьо Булон († 1085) и принцеса Ида Лотарингска († 1113), дъщеря на херцог Готфрид III Брадатия от Долна Лотарингия († 1069). Те имат децата:
- Хайнрих I ван Куик (* ок. 1070; † пр. 9 август 1108), бургграф и господар на Утрехт, женен 1100 г. за графиня Алверадис фон Хохщаден (* ок. 1080 † сл. 2 май 1131)
- Андреас ван Куик († 23 iuni 1139), епископ на Утрехт (1128 – 1139)
- Гофрид († сл. 1135), духовник в Ксантен и 1131 г. избран за архиепископ на Кьолн, но не е признат от император Лотар III.

Вдовицата му Ида Булонска се омъжва втори път за Куно граф на Монтегю, сеньор дьо Рошфор.